# Tintin et le mystère de la toison d'or
Tintin et le mystère de la toison d'or è un film del 1961 diretto da Jean-Jacques Vierne.
È il primo adattamento cinematografico live action della striscia a fumetti belga Le avventure di Tintin, creata nel 1929 da Hergé, al quale seguì nel 1964 Tintin et les oranges bleues, per la regia di Philippe Condroyer, con un cast rinnovato ad eccezione di Jean-Pierre Talbot nel ruolo di Tintin e di Max Elloy nel ruolo del maggiordomo Nestor.

## Trama
Il Capitano Haddock riceve una lettera che annuncia la morte di un vecchio amico, Témistocle Paparanic, che gli lascia in eredità la sua nave, il "Toison d'Or" ("Vello d'oro"), ancorata in Turchia. Raggiunta Istanbul accompagnato dall'amico Tintin e il cane Milou, scopre che il Vello d'Oro è una nave fatiscente e di poco valore ma Anton Karabine, un misterioso uomo d'affari, offre 600.000 lire turche al capitano in cambio della nave.
Incuriositi da questo strano interesse per una barca così malridotta, Tintin e Haddock indagano sul passato di Paparanic scoprendo che anni prima lui ed il suo equipaggio tentarono un colpo di stato in Tétaragua, un paese del Sud America, rimanendo al potere per otto giorni. Cacciati dal paese, Paparanic e la sua banda fuggirono con l'oro della banca centrale.
Tintin e Haddock si trovano a dover far fronte ai tentativi di appropriarsi dell'oro di molti uomini senza scrupoli, Karabine in testa. Partito alla ricerca del tesoro nei pressi di un'isola, Tintin trova un baule. Karabine lo ruba e fugge in elicottero, ma Tintin si scambia al pilota e riesce a mettere fuori combattimento Karabine, che per vendicarsi getta il baule in mare.
Tornati a terra, Karabine viene arrestato e Tintin svela il segreto del "Toison d'Or": le balaustre stesse della nave, sotto lo strato di vernice verde, sono d'oro ed il baule non contiene altro che le vecchie sbarre che sono state sostituite.